# Разбиение множества
Разбие́ние множества — представление множества {\displaystyle X} в виде объединения произвольного количества попарно непересекающихся непустых подмножеств: {\displaystyle X=\textstyle \biguplus _{\alpha \in A}U_{\alpha }}. Множества {\displaystyle U_{\alpha }} в этом случае называются блоками или частями разбиения.

Разбиение множества.

Разбиения конечных множеств, а также подсчёт количества различных разбиений, удовлетворяющих тем или иным условиям, представляет особый интерес в комбинаторике. В частности, некоторые комбинаторные функции естественно возникают как количества разбиений того или иного вида. Например, числа Стирлинга второго рода представляют собой количество неупорядоченных разбиений {\displaystyle n}-элементного множества на {\displaystyle m} частей, в то время как мультиноминальный коэффициент выражает количество упорядоченных разбиений {\displaystyle n}-элементного множества на {\displaystyle m} частей. Количество всех неупорядоченных разбиений {\displaystyle n}-элементного множества задаётся числом Белла {\displaystyle B_{n}}. Например, множество из трёх элементов {\displaystyle \{a,b,c\}} может быть разбито пятью способами: {\displaystyle \{\{a,b,c\}\}}, {\displaystyle \{\{a\},\{b,c\}\}}, {\displaystyle \{\{b\},\{a,c\}\}}, {\displaystyle \{\{c\},\{a,b\}\}}, {\displaystyle \{\{a\},\{b\},\{c\}\}} — значит, число Белла {\displaystyle B(3)=5}.
Примеры разбиений бесконечных множеств: множество целых чисел {\displaystyle \mathbb {Z} } разбивается на раздельную сумму множеств чётных чисел {\displaystyle 2\mathbb {Z} } и нечётных чисел {\displaystyle 2\mathbb {Z} +1}; множество вещественных чисел {\displaystyle \mathbb {R} } может быть представлено в виде раздельного объединения счётного числа полуинтервалов {\displaystyle \mathbb {R} =\textstyle \biguplus _{n\in \mathbb {Z} }[n,n+1)}.
Основополагающую роль разбиения играют в комбинаторной геометрии: задачи замощения и разбиения тела на составные части, в частности, опровергнутая гипотеза Борсука (существует ли разбиение тела конечного единичного диаметра в {\displaystyle n}-мерном евклидовом пространстве разбить на не более чем {\displaystyle n+1} частей так, что диаметр каждой части будет меньше 1) оказали решающее влияние на развитие направления.
Также разбиения широко применяются в теории вероятностей, в частности, разбиения вероятностного пространства — полные группы событий.